# Uzwil
Uzwil (do roku 1962 Henau) je obec (malé město) ve švýcarském kantonu St. Gallen. Nachází se na severozápadě kantonu; žije zde přibližně 13 tisíc obyvatel.

## Geografie
Nejlidnatější obec oblasti Toggenburg leží na řece Thur a tvoří ji místní části Niederuzwil, Uzwil, Henau, Algetshausen, Niederstetten, Oberstetten a Stolzenberg.
Nejvyšší bod leží na Vogelsbergu v nadmořské výšce 700 m, nejnižší na soutoku řeky Glatt a Thur v nadmořské výšce 490 m. Zde se nacházela historická hranice mezi kraji Fürstenland a Toggenburg. Železniční stanice se nachází v nadmořské výšce 564 metrů.
Rozloha obce je 14,5 km². Z toho 9,6 km² tvoří pole a louky, 2,4 km² lesy a 0,2 km² vodní plochy.

## Historie

Uzwil (1958)

Sídlo je poprvé připomínáno již roku 819 pod názvem Uzzinwilare, což znamená „dvůr Uzo“. Uzzinwilare tehdy zahrnovalo rozsáhlé území dnešního Niederuzwilu až Oberuzwilu. Ve středověku se název vztahoval jak na Ober-, tak na Niederuzwil. Do roku 1962 se obec nazývala Henau. Současný název se odvozuje od železniční stanice postavené v roce 1855 mezi obcemi Oberuzwil a Niederuzwil, kde se severovýchodně od ní rozvíjela osada Uzwil. Ty se ve 20. století rozrostly společně s obcí Niederuzwil a farností Oberuzwil. Od roku 1990 vzniklo mnoho nových sídlišť také v původní farní obci Henau. Naproti tomu Ober- a Niederstetten a Stolzenberg si z velké části zachovaly svůj venkovský charakter.  
Nálezy hrobů v Niederuzwilu ukazují na alamanské zemědělské osídlení. V Henau se nacházel dvůr opatství St. Gallen, na jehož polích se od raného středověku pěstovalo obilí a oves. Kromě místní šlechty získali později vlastnická a zákupní práva k půdě také hrabata z Toggenburgu. Poté, co knížecí opatství St. Gallen získalo v roce 1468 hrabství Toggenburg, provedlo reorganizaci lenních a dvorských práv. Dvory Niederuzwil, Algetshausen a Ober- a Niederstetten nyní podléhaly hofmistrovi ze Schwarzenbachu, zatímco Henau patřilo ke dvoru Bazenheid, a tedy k Unteramtu. V 16. století dostaly jednotlivé vesnice každá své vlastní vesnické a výběrčí právo. V roce 1803 byla z Niederuzwilu a Henau vytvořena politická obec Henau. Patronátní práva farního kostela v Henau, zmiňovaného v roce 892 a zasvěceného původně Marii, od 15. století Sebastianovi, patřila opatství v St. Gallenu, které je většinou propůjčovalo šlechticům. K farnosti patřily kromě obcí ve farnosti také Niederglatt a Zuzwil a ještě na počátku 21. století Thurstuden (v roce 1880 přejmenovaný na Sonnental). V roce 1527 zde byla zavedena reformace a farní kostel od té doby sloužil oběma vyznáním. Teprve v roce 1871 byl v Niederuzwilu postaven reformovaný kostel, k němuž byl v roce 1934 přistavěn katolický kostel zasvěcený Kristu Králi, neboť v roce 1933 se farnost Niederuzwil kvůli nárůstu počtu obyvatel oddělila od Henau.
Až do 19. století byl Uzwil zaměřený převážně na zemědělství. Ve dvacátých letech 19. století začala industrializace v textilním odvětví. V roce 1821 založil Matthias Näf bavlnářskou společnost. Od roku 1859 začali bratři Heinrich a Jakob Benningerovi vyrábět tkalcovské stavy; od roku 1907 je Benninger továrnou na stroje: v roce 1993 zaměstnával tento mezinárodně působící podnik 650 pracovníků. V roce 1860 otevřel Adolf Bühler slévárnu železa, z níž vznikla strojírenská továrna specializovaná nejprve na výrobu mlýnů na mouku, později mezinárodně působící technologická skupina Bühler AG. V roce 1880 měla společnost 83 zaměstnanců, o pět let později již 280 a v roce 1920 1800. V roce 1992 měla skupina v Uzwilu 3500 zaměstnanců, další 4000 na jiných místech a v roce 2011 měla 7900 zaměstnanců po celém světě, z toho 2500 v Uzwilu. Všechny tyto společnosti měly silný vliv na hospodářský a společenský život města a okolí až do 21. století. Kromě strojírenského průmyslu se v Uzwilu usadil také nábytkářský průmysl. Továrny od počátku využívaly hlavně vodní sílu řeky Uze, někdy také Thur, jako například tkalcovna Felsegg u Henau. Příznivý vliv na hospodářský rozvoj měla také výstavba železnice v roce 1855.

## Obyvatelstvo
| Rok            | 1850 | 1900 | 1950 | 1980 | 2000   | 2020   |
| Počet obyvatel | 2264 | 4898 | 6885 | 9724 | 11 957 | 13 284 |

Uzwil měl k 31. prosinci 2020 13 284 obyvatel a je tak pátou největší obcí kantonu St. Gallen z hlediska počtu obyvatel; podíl cizinců činí 26,6 %.

## Hospodářství

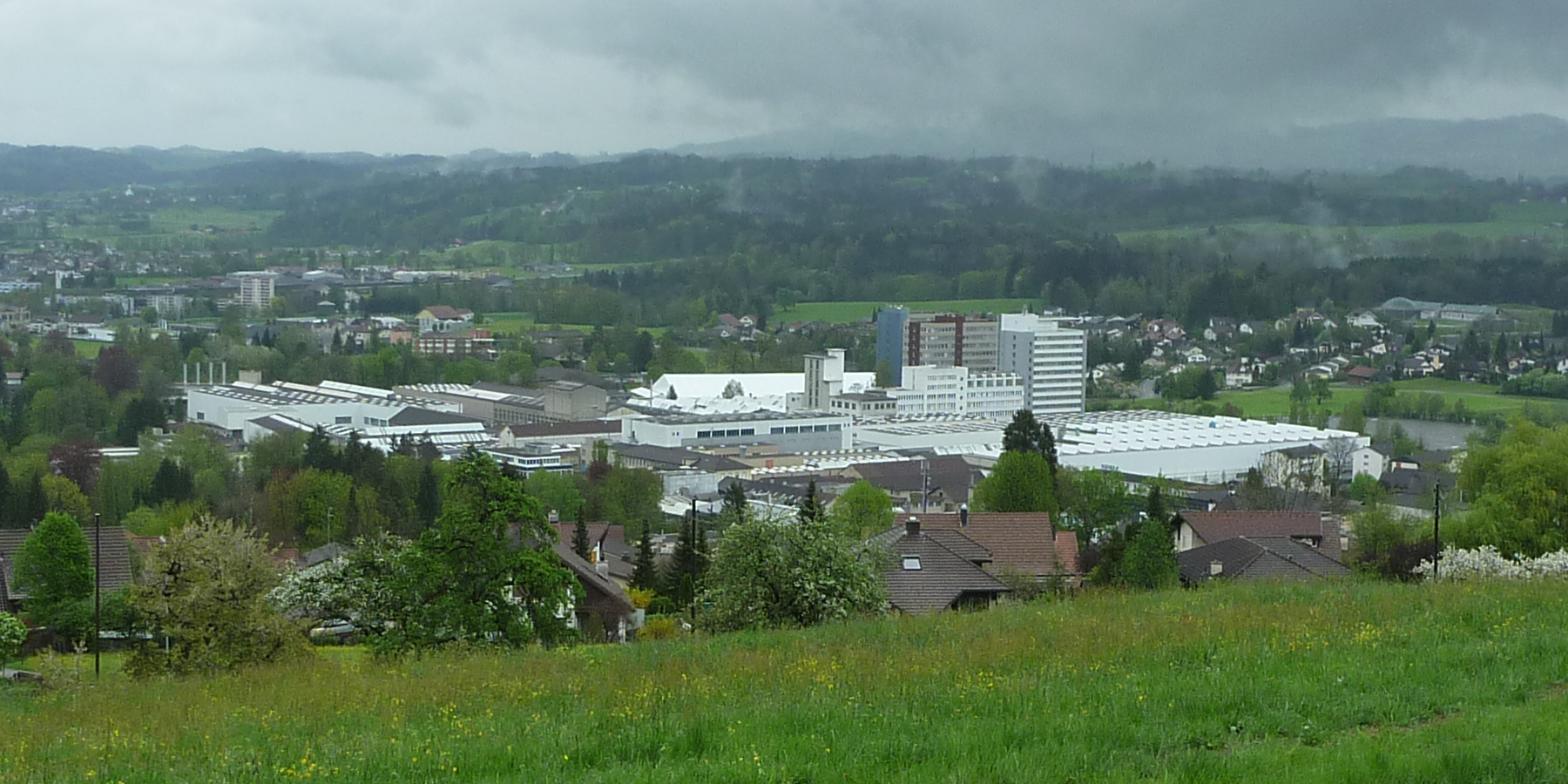
Areál společnosti Bühler v Uzwilu

V Uzwilu, který se nachází v hospodářské oblasti Wil-Uzwil-Flawil, převládají průmyslové podniky.
Největším zaměstnavatelem je Bühler AG (technologická společnost v pokročilých materiálech zejména v potravinářství) s přibližně 2500 zaměstnanci v centrále v Uzwilu a 10 000 zaměstnanci po celém světě. Její obrat v roce 2022 činil přibližně 3 miliardy švýcarských franků. Dalšími největšími zaměstnavateli jsou Benninger AG se 145 zaměstnanci a Benninger Guss AG, Cleanfix Reinigungssysteme AG a SwissPrimePack AG. Dvě třetiny půdy obce jsou obdělávány.

## Doprava

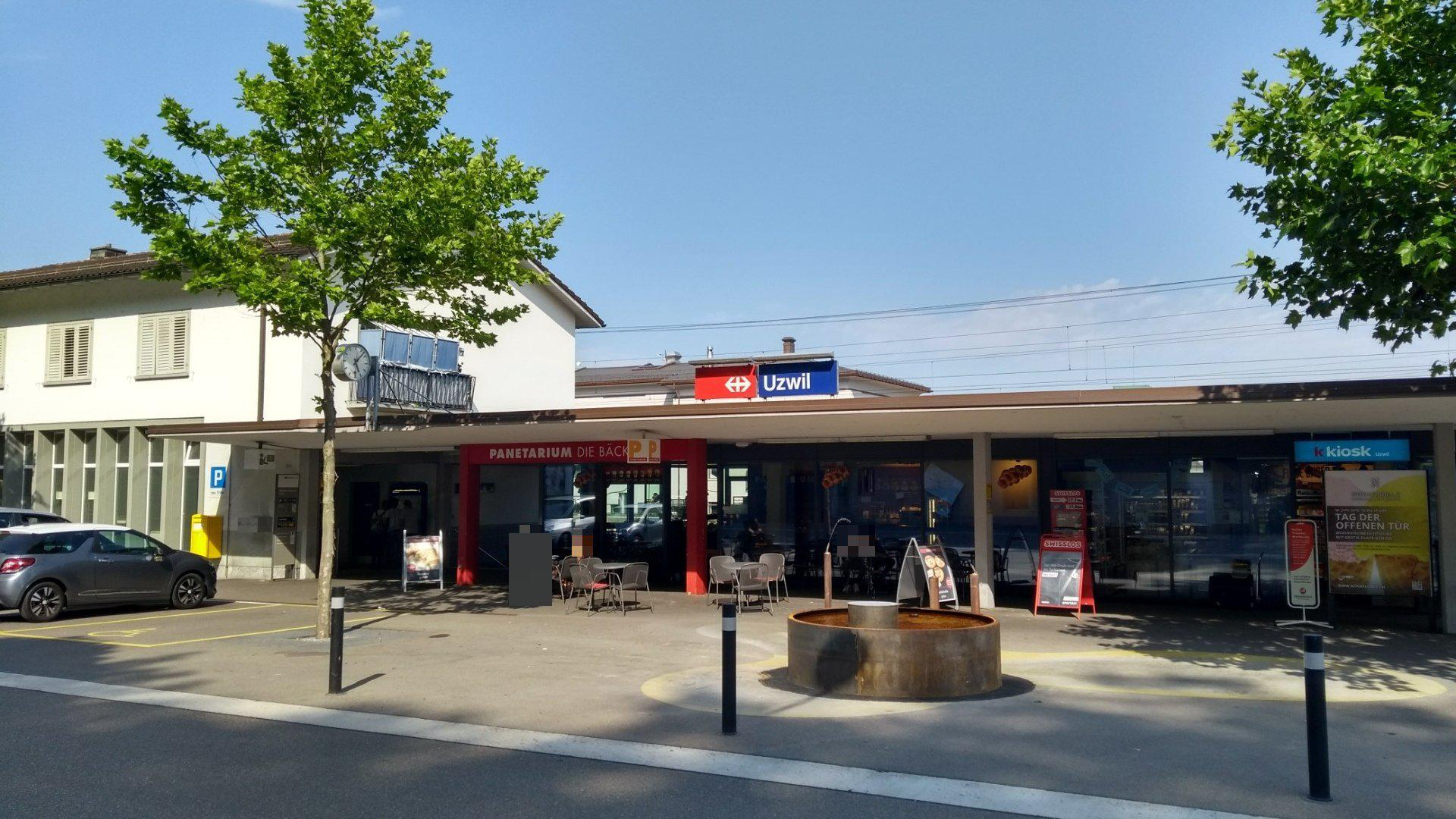
Železniční stanice Uzwil

Uzwil leží na dálnici A1 Curych – St. Margrethen a na hlavní silnici č. 7. Bývalá dálnice mezi Gossau a Wilem, postavená v roce 1935, byla na území obce až na zbývající úsek a 72 metrů dlouhý most přes Thur, postavený Robertem Maillartem, zcela zbourána a nahrazena na ní postavenou dálnicí, která byla otevřena v roce 1969.
S výstavbou dálnice byla v roce 1968 vybudována čtyřproudová silnice s oddělenými jízdními pruhy mezi Oberbürenem a Lindenplatzem v Uzwilu jako dálniční přivaděč, původně se plánovalo pokračování do Oberuzwilu, ale to bylo v referendech několikrát zamítnuto. Od konce 90. let 20. století byla silnice postupně zúžena na dva jízdní pruhy.
Uzwil leží na železniční trati St. Gallen – Winterthur. Na území obce se nachází železniční stanice Uzwil, která byla otevřena v roce 1855 a která slouží obcím Uzwil a Oberuzwil, a zastávka Algetshausen-Henau, která byla otevřena v roce 1927 a zrušena v roce 2013. Na úrovni stanice Uzwil odbočuje z železniční tratě vlečka, která vede k průmyslovému areálu společnosti Bühler AG.
Pro dálkovou dopravu je stanice Uzwil obsluhována vlaky linek IC1 (Ženeva – St. Gallen) a IR13 (Curych–Chur) a zastavují zde příměstské vlaky S-Bahn St. Gallen. Autobusovou dopravu zajišťují společnosti Postauto a Regiobus.